# Hrvatski nogometni kup 2022./23.
Hrvatski nogometni kup 2022./23., sponzorskog naziva SuperSport Hrvatski nogometni kup je trideset i drugo izdanje Hrvatskog nogometnog kupa. U natjecanju sudjeluje ukupno 48 klubova. 
 
Naslov pobjednika iz sezone 2021./22. branio je "Hajduk" iz Splita koji je uspješno obranio naslov dobivši "Šibenik" 2:0 u finalu. 

## Sudionici
U natjecanju sudjeluje 48 klubova i to: 
- 16 najuspješnijih klubova po koeficijentu uspješnosti u natjecanju za Hrvatski nogometni kup u zadnjih pet godina
- 21 klub – pobjednici natjecanja za Županijski kup (pod rukovodstvom Županijskih nogometnih saveza)
- 11 klubova finalista natjecanja za Županijski kup iz 11 županijskih nogometnih saveza s najvećim brojem registriranih nogometnih klubova

Klubovi kvalificirani preko županijskih kupova startaju u natjecanju od pretkola, a preko koeficijenta od šesnaestine finala
| županija               | klubovi plasirani preko koeficijenta                                       | pobjednici županijskih kupova  | finalisti županijskih kupova                     |
| ---------------------- | -------------------------------------------------------------------------- | ------------------------------ | ------------------------------------------------ |
| Bjelovarsko-bilogorska |                                                                            | Mladost Ždralovi (III)         | Bjelovar (III)                                   |
| Brodsko-posavska       | Oriolik Oriovac (IV)                                                       | Slavonac Bukovlje (V)          | Marsonia Slavonski Brod (III)                    |
| Dubrovačko-neretvanska |                                                                            | Neretva Metković (IV)          |                                                  |
| Istarska               | Istra 1961 Pula (I)                                                        | Jadran Poreč (III)             | Funtana (VI)                                     |
| Karlovačka             |                                                                            | Karlovac 1919 (IV)             |                                                  |
| Koprivničko-križevačka | Slaven Belupo Koprivnica (I)                                               | Tehničar Cvetkovec (V)         | Radnik Križevci (IV)                             |
| Krapinsko-zagorska     |                                                                            | Gaj Mače (IV)                  |                                                  |
| Ličko-senjska          |                                                                            | Nehaj Senj (IV)                |                                                  |
| Međimurska             |                                                                            | Nedelišće (V)                  | Međimurje Čakovec (III)                          |
| Osječko-baranjska      | Osijek (I)                                                                 |                                | BSK Bijelo Brdo (II) ↓OS-BA Belišće (III) ↓OS-BA |
| Požeško-slavonska      |                                                                            | BSK Buk (VI)                   |                                                  |
| Primorsko-goranska     | Rijeka (I)                                                                 | Grobničan Čavle Mavrinci (III) |                                                  |
| Sisačko-moslavačka     |                                                                            | Moslavina Kutina (V)           | Mladost Petrinja (IV)                            |
| Splitsko-dalmatinska   | Hajduk Split (I) Split (IV)                                                | Solin (II)                     |                                                  |
| Šibensko-kninska       | Šibenik (I)                                                                | Vodice (IV)                    |                                                  |
| Varaždinska            | Varaždin (I)                                                               | Varteks Varaždin (IV)          | Bednja Beletinec (V)                             |
| Virovitičko-podravska  |                                                                            | Virovitica (IV)                | Papuk Orahovica (IV)                             |
| Vukovarsko-srijemska   | Cibalia Vinkovci (II)                                                      | Borinci Jarmina (V)            | Vuteks Sloga Vukovar (IV)                        |
| Zadarska               |                                                                            | Primorac Biograd na Moru (IV)  |                                                  |
| Grad Zagreb            | Dinamo Zagreb (I) Lokomotiva Zagreb (I) Rudeš Zagreb (II)                  | Dubrava Tim kabel Zagreb (II)  |                                                  |
| Zagrebačka             | Gorica Velika Gorica (I) Jaska Vinogradar Jastrebarsko (VI) Inter Zaprešić | Sava Strmec (IV)               | Bistra (Donja Bistra) (IV)                       |

U zagradama prikazan rang lige u kojoj klub nastupa u sezoni 2022./23. 

Inter Zaprešić raspustio momčad i ugašen klub u ljeto 2022. 

↑OS-BA  završnica Kupa Županijskog nogometnog saveza Osječko-baranjske županije nije odigrama

## Rezultati

### Pretkolo
Ždrijeb parova pretkola kupa, u kojem sudjeluju 32 kluba kvalificirana preko županijskih kupova, je održan 19. srpnja 2022. godine, dok je referetni datum za odigravanje 31. kolovoza 2022., kada su sve utakmice pretkola i odigrane.

| Par | Datum              | Mjesto odigravanja, stadion        | Domaći sastav         | Rezultat       | Gostujući sastav         | Napomene                                            | Izvještaji |
| --- | ------------------ | ---------------------------------- | --------------------- | -------------- | ------------------------ | --------------------------------------------------- | ---------- |
| 1   | 31. kolovoza 2022. | Strmec, Sportski centar Lazina     | Sava Strmec           | 4:6            | Bednja Beletinec         |                                                     |            |
| 2   | 31. kolovoza 2022. | Kutina, Športski park Kutina       | Moslavina Kutina      | 3:2            | Međimurje Čakovec        |                                                     |            |
| 3   | 31. kolovoza 2022. | Mravince, Stadion Glavica          | Solin                 | 6:1            | Funtana                  | "Solin" domaćin u Mravincima                        |            |
| 4   | 31. kolovoza 2022. | Senj, Nehaj                        | Nehaj Senj            | 0:4            | Primorac Biograd na Moru |                                                     |            |
| 5   | 31. kolovoza 2022. | Metković, Iza Vage                 | Neretva Metković      | 0:2            | Grobničan Čavle Mavrinci |                                                     |            |
| 6   | 31. kolovoza 2022. | Bijelo Brdo, Igralište Bijelo Brdo | BSK Bijelo Brdo       | 5:1            | Marsonia Slavonski Brod  |                                                     |            |
| 7   | 31. kolovoza 2022. | Križevci, Gradski stadion Križevci | Radnik Križevci       | 1:3            | Dubrava Tim kabel Zagreb |                                                     |            |
| 8   | 31. kolovoza 2022. | Nedelišće, SRC Trate               | Nedelišće             | 3:3 (4:3 11 m) | Varteks Varaždin         | "Nedelišće" prošlo boljim izvođenjem jedanaesteraca |            |
| 9   | 31. kolovoza 2022. | Virovitica, SRC Vegeška            | Virovitica            | 0:6            | Mladost Ždralovi         |                                                     |            |
| 10  | 31. kolovoza 2022. | Cvetkovec, Igralište Cvetkovec     | Tehničar Cvetkovec    | 4:0            | Mladost Petrinja         |                                                     |            |
| 11  | 31. kolovoza 2022. | Belišće, Gradski stadion Belišće   | Belišće               | 3:0            | BSK Buk                  |                                                     |            |
| 12  | 31. kolovoza 2022. | Bjelovar, Gradski stadion Bjelovar | Bjelovar              | 1:0 (prod)     | Gaj Mače                 | "Bjelovar" prošao nakon produžetaka                 |            |
| 13  | 31. kolovoza 2022. | Bukovlje, Slavonac                 | Slavonac Bukovlje     | 0:2            | Borinci Jarmina          |                                                     |            |
| 14  | 31. kolovoza 2022. | Orahovica, Papuk                   | Papuk Orahovica       | 0:0 (4:2 11 m) | Karlovac 1919            | "Papuk" prošao boljim izvođenjem jedanaesteraca     |            |
| 15  | 31. kolovoza 2022. | Vukovar, Stadion NK Vuteks         | Vuteks Sloga Vukovar  | 1:2            | Jadran Poreč             |                                                     |            |
| 16  | 31. kolovoza 2022. | Bistra, NK Bistra                  | Bistra (Donja Bistra) | 2:1            | Vodice                   |                                                     |            |

### Šesnaestina završnice
Referetni datum odigravanja utakmica šesnaestine završnice je 19. listopada 2022.

| Par | Datum               | Mjesto odigravanja, stadion         | Domaći sastav            | Rezultat       | Gostujući sastav              | Napomene                                         | Izvještaji |
| --- | ------------------- | ----------------------------------- | ------------------------ | -------------- | ----------------------------- | ------------------------------------------------ | ---------- |
| 1   | 19. listopada 2022. | Kutina, Športski park Kutina        | Moslavina Kutina         | 1:1 (4:5 11 m) | Rijeka                        | "Rijeka" prošla boljim izvođenjem jedanaesteraca |            |
| 2   | 27. rujna 2022.     | Jarmina, Igralište Jarmina          | Borinci Jarmina          | 0:4            | Dinamo Zagreb                 |                                                  |            |
| 3   | 12. listopada 2022. | Cvetkovec, Igralište Cvetkovec      | Tehničar Cvetkovec       | 1:5            | Hajduk Split                  |                                                  |            |
| 4   | 19. listopada 2022. | Bistra, NK Bistra                   | Bistra (Donja Bistra)    | 1:6            | Lokomotiva Zagreb             |                                                  |            |
| 5   | 18. listopada 2022. | Orahovica, Papuk                    | Papuk Orahovica          | 0:2            | Osijek                        |                                                  |            |
| 6   | 19. listopada 2022. | Mavrinci, Čavle                     | Grobničan Čavle Mavrinci | 1:2            | Istra 1961 Pula               |                                                  |            |
| 7   | 18. listopada 2022. | Zagreb, Kustošija                   | Dubrava Tim kabel Zagreb | 2:3            | Gorica Velika Gorica          |                                                  |            |
| 8   | 18. listopada 2022. | Dugopolje, ŠC Hrvatskih vitezova    | Solin                    | 1:2 (prod)     | Slaven Belupo Koprivnica      | "Slaven Belupo" prošao nakon produžetaka         |            |
| 9   |                     |                                     | Nedelišće                | 3:0 p.f.       | Inter Zaprešić                | "Nedelišće" prošlo bez borbe                     |            |
| 10  | 18. listopada 2022. | Poreč, SRC Veli Jože                | Jadran Poreč             | 1:2            | Šibenik                       |                                                  |            |
| 11  | 19. listopada 2022. | Beletinec, Kod mosta                | Bednja Beletinec         | 0:3            | Rudeš Zagreb                  |                                                  |            |
| 12  | 19. listopada 2022. | Biograd na Moru, Kažimira i Silvija | Primorac Biograd na Moru | 1:4 (prod)     | Varaždin                      | "Varaždin" prošao nakon produžetaka              |            |
| 13  | 19. listopada 2022. | Bjelovar, Gradski stadion Bjelovar  | Bjelovar                 | 4:2 (prod)     | Jaska Vinogradar Jastrebarsko | "Bjelovar" prošao nakon produžetaka              |            |
| 14  | 18. listopada 2022. | Ždralovi, Brdo                      | Mladost Ždralovi         | 6:0            | Oriolik Oriovac               |                                                  |            |
| 15  | 19. listopada 2022. | Split, Park mladeži                 | Split                    | 2:0            | Cibalia Vinkovci              |                                                  |            |
| 16  | 19. listopada 2022. | Belišće, Gradski stadion Belišće    | Belišće                  | 1:5            | BSK Bijelo Brdo               |                                                  |            |

### Osmina završnice
Referetni datum odigravanja utakmica osmine završnice je 9. studenog 2022.

| Par | Datum             | Mjesto odigravanja, stadion        | Domaći sastav    | Rezultat | Gostujući sastav         | Napomene | Izvještaji |
| --- | ----------------- | ---------------------------------- | ---------------- | -------- | ------------------------ | -------- | ---------- |
| 1   | 9. studenog 2022. | Bijelo Brdo, Igralište Bijelo Brdo | BSK Bijelo Brdo  | 2:1      | Rijeka                   |          |            |
| 2   | 14. veljače 2023. | Split, Park mladeži                | Split            | 1:3      | Dinamo Zagreb            |          |            |
| 3   | 8. studenog 2022. | Bjelovar, Gradski stadion Bjelovar | Mladost Ždralovi | 0:2      | Hajduk Split             |          |            |
| 4   | 9. studenog 2022. | Bjelovar, Gradski stadion Bjelovar | Bjelovar         | 0:1      | Lokomotiva Zagreb        |          |            |
| 5   | 9. studenog 2022. | Varaždin, Stadion Varteks          | Varaždin         | 1:2      | Osijek                   |          |            |
| 6   | 8. studenog 2022. | Zagreb, ŠC Rudeš                   | Rudeš Zagreb     | 2:0      | Istra 1961 Pula          |          |            |
| 7   | 9. studenog 2022. | Šibenik, Šubićevac                 | Šibenik          | 2:0      | Gorica Velika Gorica     |          |            |
| 8   | 2. studenog 2022. | Nedelišće, SRC Trate               | Nedelišće        | 0:6      | Slaven Belupo Koprivnica |          |            |

### Četvrtzavršnca
Referetni datum odigravanja utakmica četvrtzavršnice je 1. ožujka 2023. 

| Par | Datum             | Mjesto odigravanja, stadion        | Domaći sastav            | Rezultat   | Gostujući sastav  | Napomene                          | Izvještaji |
| --- | ----------------- | ---------------------------------- | ------------------------ | ---------- | ----------------- | --------------------------------- | ---------- |
| 1   | 1. ožujka 2023.   | Osijek, Gradski vrt                | Osijek                   | 1:2        | Hajduk Split      |                                   |            |
| 2   | 1. ožujka 2023.   | Zagreb, Maksimir                   | Dinamo Zagreb            | 3:1 (prod) | Lokomotiva Zagreb | "Dinamo" prošao nakon produžetaka |            |
| 3   | 28. veljače 2023. | Koprivnica, Ivan Kušek Apaš        | Slaven Belupo Koprivnica | 2:0        | Rudeš Zagreb      |                                   |            |
| 4   | 1. ožujka 2023.   | Bijelo Brdo, Igralište Bijelo Brdo | BSK Bijelo Brdo          | 0:2        | Šibenik           |                                   |            |

### Poluzavršnica
Ždrijeb parova poluzavršnice bio je 6. ožujka 2023., a utakmice su igrane 5. i 12. travnja 2023. 

| Par | Datum             | Mjesto odigravanja, stadion | Domaći sastav            | Rezultat | Gostujući sastav | Napomene | Izvještaji |
| --- | ----------------- | --------------------------- | ------------------------ | -------- | ---------------- | -------- | ---------- |
| 1   | 5. travnja 2023.  | Šibenik, Šubićevac          | Šibenik                  | 2:1      | Dinamo Zagreb    |          |            |
| 2   | 12. travnja 2023. | Koprivnica, Ivan Kušek Apaš | Slaven Belupo Koprivnica | 0:1      | Hajduk Split     |          |            |

### Završnica
Utakmica završnice odigrana je 24. svibnja 2023. na stadionu Rujevica u Rijeci.
| 24. svibnja 2023. 19:00 CEST    |             |         |                                                          |
| Hajduk Split                    | 2:0         | Šibenik | Rujevica, Rijeka Broj gledatelja: 7041 Sudac: Igor Pajač |
| Melnjak 64' Livaja 90+4' (pen.) | (izvještaj) |         | Rujevica, Rijeka Broj gledatelja: 7041 Sudac: Igor Pajač |

## Vanjske poveznice
- Službena stranica Hrvatskog nogometnog saveza: SuperSport Hrvatski kup